# Adnan Terzić
Adnan Terzić (Zagreb, 5. travnja 1960.), predsjednik Vlade Bosne i Hercegovine od 2002. do 2007. godine.
Na Sveučilištu u Sarajevu dobiva diplomu inženjera geodezije. Godine 1991. postaje članom SDA.
Na čelo Vijeća ministara Terzić je izabran na općim izborima održanim u listopadu 2002. godine. Na dužnost je stupio 23. prosinca 2002. Zamijenio ga je Nikola Špirić.